# Дурделло Євген Михайлович

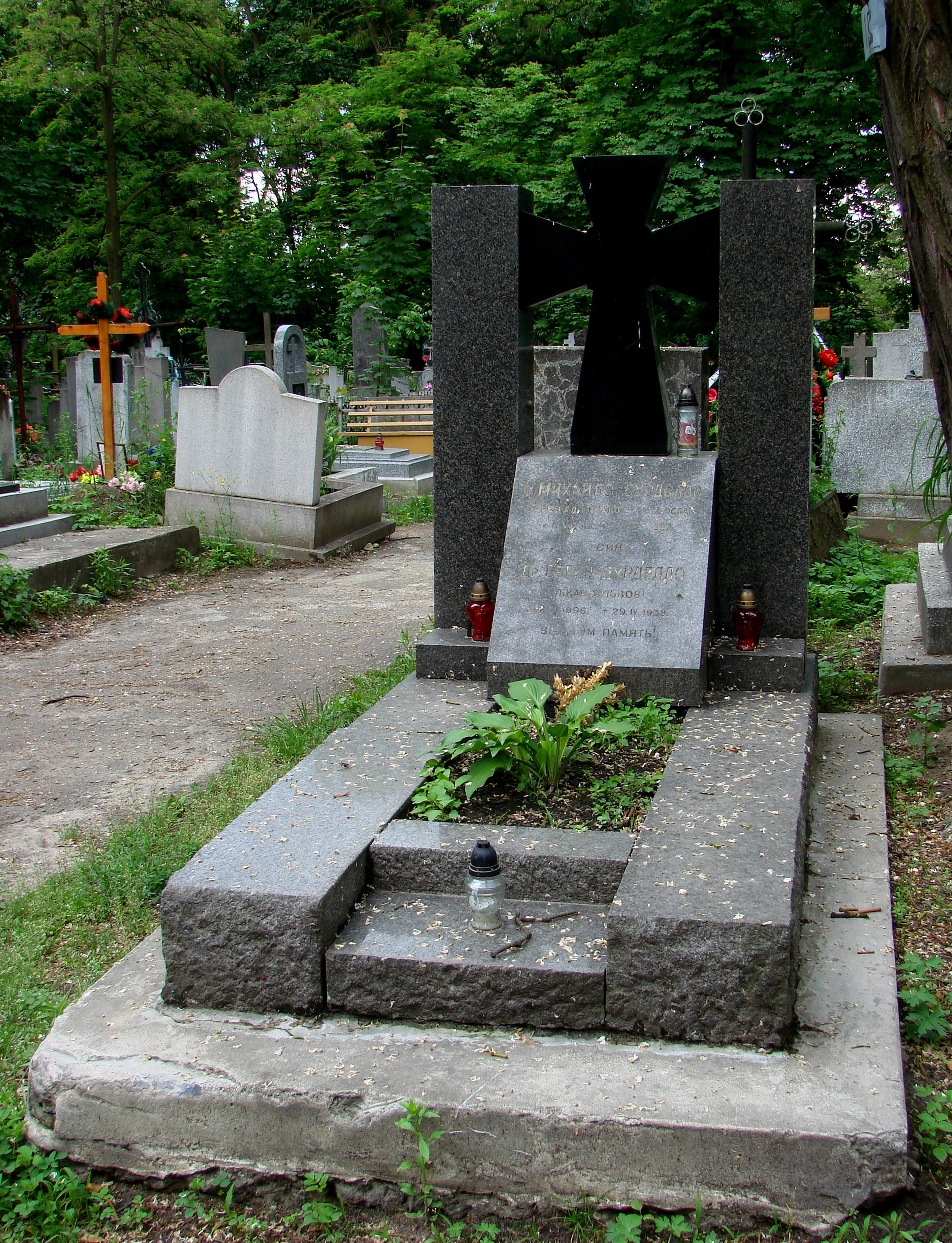

Євген Дурделло (8 травня 1896, с. Вільшаниця, Австро-Угорщина — 29 квітня 1938, м. Берлін) — український лікар-дерматовенеролог, фотограф. Член Українського лікарського (1929, м. Львів) та фотографічного (1934—1938, керівник) товариств, управи кооперативу «Лікарська самопоміч». Син о. Михайла Дурделла.

## Життєпис
Євген Дурделло народився 8 травня 1896 року в селі Вільшаниці, нині Тисменицької громади Івано-Франківського району Івано-Франківської области України.
Навчався у Станиславській українській гімназії. Працював у міністерстві шляхів ЗУНР, активний учасник національно-визвольних змагань.
Після закінчення медичних студій Карлового університету (м. Прага), спеціалізувався в дерматологічній клініці вишу. Під час навчання захопився фотографією.
У 1920-х роках повернувся до м. Львова, де почав свою діяльність як лікар-дерматолог. На громадських засадах був дерматологом і венерологом Народної лічниці.
Автор книги «Венеричні недуги у мужчин».
Помер 29 квітня 1938 року в Берліні. Перепохований на 13 полі Янівського цвинтаря біля батька.На могилі встановлено пам'ятник , автор - скульптор Л. Тирович.

## Нагороди
- відзнака «Sub summis auspiciis praesidentis» від першого президента Чехословаччини Томаша Масарика.